# مرتضی الویری
مرتضی الویری (زاده ۲ آذر ۱۳۲۷ در دماوند) سیاستمدار ایرانی است که رئیس سابق شورای عالی استان‌ها و عضو دوره پنجم شورای شهر تهران و رئیس سنی آن نیز بوده‌است. او نماینده سه دوره اول مجلس شورای اسلامی، رئیس سازمان مناطق آزاد تجاری، شهردار اسبق تهران و سفیر ایران در اسپانیا بوده‌است.

## فعالیت‌های سیاسی
الویری در سال ۱۳۴۶ برای تحصیل در رشته مهندسی برق وارد دانشگاه صنعتی شریف کنونی شد و به انجمن اسلامی دانشجویان پیوست. به همراه افرادی همچون حسین شریعتمداری و اصغر نوروزی در دماوند انجمن کاوش‌های دینی و علمی را تأسیس کردند که به ارائه بحث‌های روشنفکری دینی می‌پرداخت. مدتی نیز با سازمان مجاهدین خلق همکاری داشت و در عملیات بمب‌گذاری دفتر مجله این هفته، اولین مجله سکسی ایران، نقش داشت. سپس مؤسس و عضو شاخص گروه فلاح شد که به مبارزه سیاسی علیه حکومت پهلوی می‌پرداخت. پس از انقلاب ۱۳۵۷ این گروه به همراه ۶ گروه دیگر سازمان مجاهدین انقلاب اسلامی را تشکیل دادند و الویری به نمایندگی از گروه فلاح در شورای مرکزی این سازمان عضویت داشت.
الویری دارای لیسانس مهندسی برق از دانشگاه صنعتی شریف و فوق لیسانس مدیریت از مرکز آموزش مدیریت دولتی ایران است.

### بازداشت و زندان پس از انتخابات ریاست جمهوری دهم
الویری در انتخابات ریاست جمهوری ایران (۱۳۸۸) رئیس کمیته صیانت از آرای مهدی کروبی بود. و پس از انتخابات یکی از اعضای کمیته پیگیری امور بازداشت شدگان و آسیب‌دیدگان حوادث اخیر به‌شمار می‌رود که در تاریخ ۱۷ شهریور بازداشت شد. او سرانجام در روز شنبه ۹ آبان ۱۳۸۸ با تودیع وثیقه ۲۰۰ میلیون تومانی و با حکم قاضی شعبه ۲۶ دادگاه انقلاب، از زندان آزاد شد.